# Porphyrinia ignefusa
Porphyrinia ignefusa är en fjärilsart som beskrevs av George Francis Hampson 1910. Porphyrinia ignefusa ingår i släktet Porphyrinia och familjen nattflyn. Inga underarter finns listade i Catalogue of Life.